# Französische Kolonien
Die Zeit des Kolonialismus begann für Frankreich mit dem Erwerb der ersten Kolonien Mitte des 16. Jahrhunderts. Im 19. Jahrhundert wurde Frankreich zur zweitgrößten Kolonialmacht der Welt. Nach 1945 zerfiel das französische Kolonialreich rasch. Der Auflösungsprozess beschleunigte sich in den 1950er Jahren (→ Dekolonisation). Allein im „Afrikanischen Jahr“ 1960 wurden 14 französische Kolonien unabhängig.

## Epochen
Zu Beginn, im 17. Jahrhundert, war für Frankreich speziell Amerika das Hauptziel der Kolonialisierung. In Nordamerika beanspruchte es die östliche Hälfte des heutigen Kanada, das komplette Zentralgebiet der heutigen USA sowie einige karibische Inseln, ferner einen Teil des  Indischen Subkontinents. Durch den Pariser Frieden (1763) am Ende des Siebenjährigen Krieges musste Frankreich den größten Teil seiner amerikanischen und indischen Besitzungen an Großbritannien abtreten; Westlouisiana hatte es zuvor bereits an das verbündete Spanien übergeben, um es nicht in britische Hände fallen zu lassen.
Daher wird die Geschichte der französischen Kolonien in ein in der Karte grün gekennzeichnetes erstes Kolonialreich, das bis auf einige Küstenstationen im Senegal 1763 verloren wurde, und ein in der Karte dunkelblaues zweites Kolonialreich, das 1830 mit der Besetzung Algiers seinen Anfang nahm, gegliedert. Zwischen beiden Phasen liegt die in der Karte nicht dargestellte Zeit des Britisch-Französischen Kolonialkonflikts mit der französischen Herrschaft über Ägypten (1798–1801),  die Restauration der französischen Herrschaft in Louisiana (1800–1803) sowie die kurzzeitige Ausdehnung Französisch-Guayanas bis an den Amazonas (Äquatorialfrankreich, 1801–1808). Zur Zeit des napoleonischen Kaiserreichs kamen bis 1812 kurzzeitig noch weitere Kolonien zu Frankreich (siehe Karte von 1812).
Ab 1830 konzentrierte sich Frankreich auf Afrika, beginnend an der Gegenküste des Maghreb, und eroberte zwischen 1845 und 1897 große Gebiete der Sahara, den größten Teil West- und Zentralafrikas. Da ein Großteil der Bevölkerung in den eroberten Gebieten Muslime waren, bemühte sich Frankreich ab den 1890er Jahren, eine puissance musulmane zu werden, das heißt, eine imperiale Macht, die ihre muslimischen Untertanen unter Kontrolle hatte.
1898 traf bei Faschoda am Nil eine französische Truppe auf die Briten, ließ sich allerdings auf keinen Konflikt ein und zog sich zurück. Seit dem Zweiten Kaiserreich griff der französische Kolonialismus auf Südostasien über; Indochina galt als Glanzstück des Kolonialreichs. Daneben gab es kleinere Besitzungen in Indien und China.
Nebenbei beherrschte Frankreich große Teile der Inselwelt des Indischen Ozeans und Ozeaniens.  1960 erlangten 18 französische Kolonien in Afrika ihre Unabhängigkeit. Viele der ehemaligen französischen Kolonien gelten noch heute als Entwicklungsländer. In einigen dieser Länder finanzierte Frankreich noch Ende des 20. Jahrhunderts bis zu 50 Prozent der Staatshaushalte.

## Besitzungen, Kolonien, Protektorate
Die in der Liste gelb unterlegten Gebiete sind noch heute Teil Frankreichs bzw. mit Frankreich verbunden. Diesen verbliebenen Gebieten bzw. deren Hoheitsgewässern verdankt Frankreich heute die (nach den USA) zweitgrößte Meeresfläche der Welt (11 Mio. km²).
Eine Übersichtskarte über die verbliebenen Gebiete siehe hier: Französische Überseegebiete

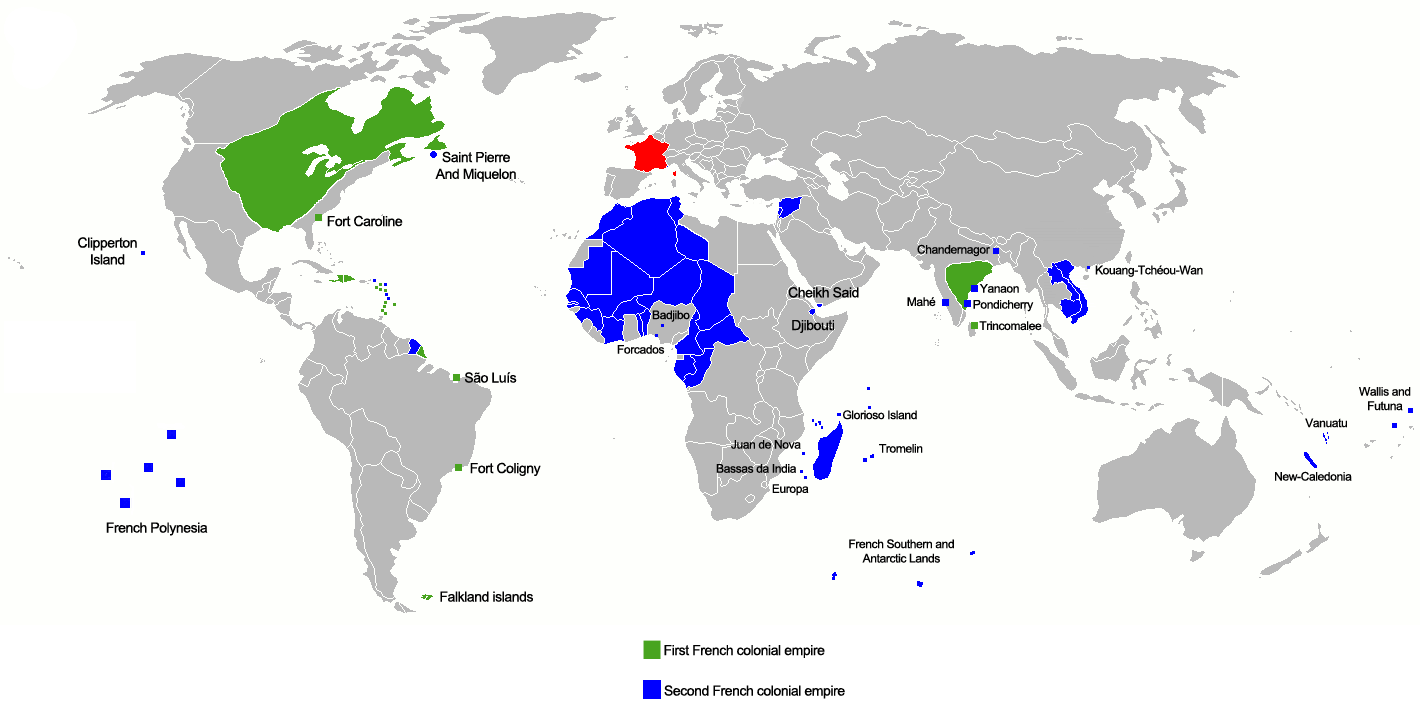
Französisches Kolonialreich (grün: erste Erwerbungen seit dem 16. Jahrhundert, blau: Erwerbungen bis 1920)

| Besitzung                           | Erwerb | Verlust | Geschichte |
| Afrika                              | Afrika | Afrika  | Afrika |
| ----------------------------------- | ------ | ------- | --- |
| Ägypten                             | 1798   | 1801    | von Napoleon erobert (Ägyptische Expedition), 1801 wieder osmanisch |
| Fessan                              | 1943   | 1951    | im Zweiten Weltkrieg besetzt, ab 1947 Treuhandgebiet der UNO, 1951 an das unabhängige Libyen |
| Französisch-Nordafrika              | 1830   | 1962    | 1830 Beginn der Eroberung Algeriens, 1881 wurde Tunesien besetzt und 1911 auch Marokko, 1956 unabhängig, Algerien erst 1962 |
| Französisch-Westafrika              | 1895   | 1960    | ab 1612 Einrichtung erster französischer Außenposten im Senegal, 1677 Vertreibung der Niederländer und Etablierung als französische Kolonie, 1758–1779 und 1809–1816 britisch besetzt, 1840 Beginn der Eroberung ganz Senegals und Westafrikas, 1895 Gründung von Französisch-Westafrika, 1958 aufgelöst und die Kolonien wurden mit Ausnahme Guineas autonome Republiken innerhalb der Französischen Gemeinschaft, 1960 unabhängig |
| Französisch-Äquatorialafrika        | 1663   | 1960    | 1875 wurde Gabun französische Kolonie, weitere Eroberungen und Gründung von Französisch-Äquatorialafrika 1910, 1958 aufgelöst und die Kolonien wurden autonome Republiken innerhalb der Französischen Gemeinschaft, 1960 („Afrikanisches Jahr“) unabhängig, siehe Geschichte Gabuns |
| Französisch-Somaliland              | 1862   | 1977    | 1862 Erwerbung von Obock, 1888 Erwerbung von Dschibuti, 1896 wurde Dschibuti zur Kolonie Französisch-Somaliland, 1967 Umbenennung in Afar- und Issa-Territorium, 1977 wieder als Dschibuti vollständig unabhängig |
| Madagaskar                          | 1885   | 1960    | im 17. Jahrhundert und 18. Jahrhundert Streitobjekt zwischen England und Frankreich, 1883 Invasion Frankreichs, 1885 durch die Kongo-Konferenz Frankreich zugesprochen und Errichtung der Kolonien Nosy Be und Sainte Marie, 1896 Eroberung der Hauptinsel und Bildung eines französischen Protektorats, 1958 autonom innerhalb der Französischen Gemeinschaft, 1960 vollständig unabhängig                                         |
| Komoren                             | 1841   | 1975    | 1841 französisches Protektorat, 1886 Teil des französischen Protektorats von Mayotte, 1887 „Protektorat der Komoren“, 1908 Zusammenschluss mit Mayotte, 1914 dem Generalgouverneur von Madagaskar unterstellt, 1961 weitgehend autonom, 1975 mit Ausnahme Mayottes vollständig unabhängig |
| Kamerun                             | 1919   | 1960    | 1919 im Besitz des Völkerbundes, 4/5 Kameruns gehen als Mandat an Frankreich, 1945 UNO-Treuhandgebiet, 1960 als Ost-Kamerun unabhängig |
| Réunion                             | 1640   |         | 1640 von Frankreich in Besitz genommen, 1946 Umwandlung in ein französisches Überseedépartement, 1982 französische Überseeregion und Teil der EU |
| Mauritius                           | 1715   | 1810    | Eroberung durch Frankreich, 1767 französische Kronkolonie, 1810 von Großbritannien erobert |
| Seychellen                          | 1756   | 1811    | 1742 erste französische Expedition, 1756 formal französisch, 1770 de facto französische Kolonie, während der Napoleonischen Kriege zwischen Frankreich und Großbritannien umstritten, 1811 endgültig britisch |
| Togo                                | 1919   | 1960    | 1919 im Besitz des Völkerbundes, etwa 3/5 gehen als Mandat an Frankreich, 1945 UNO-Treuhandgebiet, 1960 unabhängig |
| Französische Gebiete auf St. Helena | 1858   |         | auf Veranlassung Kaiser Napoleon III. 1858 vom französischen Staat gekauft, seither im Staatsbesitz |

| Besitzung                      | Erwerb         | Verlust      | Geschichte |
| Amerika                        | Amerika        | Amerika      | Amerika |
| ------------------------------ | -------------- | ------------ | --- |
| Neufrankreich                  | 1534           | 1759         | 1524 erste französische Forschungsexpedition, 1534 Landnahme durch Jacques Cartier am Sankt-Lorenz-Strom, 1608 Gründung von Québec, ab 1663 Teil Frankreichs, 1759 durch Großbritannien erobert, im Pariser Frieden 1763 offiziell an Großbritannien |
| Akadien                        | 1604           | 1710         | 1598 erste Versuche einer französischen Besiedlung, 1604 durch Samuel de Champlain Errichtung der ersten permanenten französischen Siedlung in Port Royal, Streitobjekt zwischen Frankreich und England, während des Spanischen Erbfolgekrieges 1710 von Großbritannien erobert, im Frieden von Utrecht 1713 formal von Frankreich an Großbritannien abgetreten |
| Louisiana                      | 1683 1800      | 1762/63 1803 | 1682 Gründung von St. Louis, im selben Jahr erreichte Robert Cavelier de La Salle die Mündung des Mississippi und nahm alle am Fluss liegenden Länder für Frankreich unter Namen Louisiana in Besitz, 1718 Gründung von New Orleans, 1758 Besetzung des Ohio-Tals durch Großbritannien, 1760 Kapitulation der französischen Streitkräfte, im Vorfrieden von Fontainebleau 1762 Abtretung West-Louisianas und der „Isle of New Orleans“ an Spanien, im Pariser Frieden 1763 wurde Ost-Louisiana an Großbritannien abgetreten, auf Druck Napoleons ist 1800 West-Louisiana wieder französisch, 1803 an die USA verkauft |
| Saint-Pierre und Miquelon      | 1670 1763 1814 | 1713 1793    | erste französische Fischersiedlungen, 1713–1763 und 1793–1814 britisch, 1814 wieder Frankreich zugesprochen, 1816 offizielle Übergabe, 1976 Übersee-Departement, 1985 Gebietskörperschaft der Französischen Republik, seit 2003 collectivité d'outre-mer (COM) |
| Clipperton-Insel               | 1858           |              | 1711 von französischen Seeleuten entdeckt, 1858 von Frankreich annektiert, 1905 von Mexiko beansprucht, 1931 durch Schiedsspruch endgültig an Frankreich und französisches Überseegebiet |
| Dominica                       |                | 1763         | durch den Pariser Frieden 1763 an Großbritannien |
| Falklandinseln                 | 1764           | 1767         | 1764 erste französische Siedlung Port Louise, 1767 an Spanien verkauft |
| Fort Caroline                  | 1564           | 1568         | 1562 erste französische Expedition, 1564 Gründung von Fort Caroline, 1568 von Spanien erobert |
| France Antarctique             | 1555           | 1567         | 1555 Gründung von Fort Coligny bei Rio de Janeiro, 1567 wieder portugiesisch |
| France équatoriale             | 1801           | 1802/09      | seit dem 17. Jahrhundert Bestrebungen, vom Französisch-Guayana aus die Amazonasgrenze zu erreichen, etwa das Gebiet des heutigen brasilianischen Bundesstaates Amapá war zwischen den Friedensschlüssen von Badajoz und Amiens französisch, 1807/09 endgültig von Portugal zurückerobert, französische Ansprüche gegenüber Brasilien aber bis 1900 |
| France Équinoxiale             | 1612           | 1615         | 1604 Erforschung der Maranhão-Küste durch Daniel de La Touche, 1612 Beginn der französischen Besiedlung und Gründung von Saint Louis, 1615 portugiesisch |
| Französisch-Guayana            | 1604           |              | 1604 Errichtung der Kolonie, ab 1794 Strafkolonie, 1930–1946 Teilung in Französisch-Guayana und Inini, seit 1946 wiedervereinigt und Übersee-Departement, Teil der EU |
| Französisch-Westindien         | 1635           |              | 1635 französische Kolonialisierung Guadeloupes, Martiniques und einiger Inseln der Kleinen Antillen, seit 1946 Übersee-Departement und Teil der EU |
| Grenada                        | 1649           | 1763         | 1649 von Frankreich gekauft, durch den Pariser Frieden 1763 an Großbritannien |
| Saint-Domingue                 | 1697           | 1804         | 1697 kleiner Westteil Hispaniolas von Spanien an Frankreich abgetreten, durch den Frieden von Basel 1795 wird ganz Hispaniola französisch, 1804 nur der Westteil als Haiti unabhängig, der Ostteil bleibt bis 1808 französisch |
| St. Lucia                      | 1650           | 1814         | ab 1650 Stückweise Eroberung der Insel, 1746 Gründung von Soufrière, 1814 an Großbritannien |
| St. Vincent und die Grenadinen | 1719           | 1783         | im 17. Jahrhundert zwischen Frankreich und Großbritannien umstritten, ab 1719 erste dauerhafte französische Siedlungen, 1783 an Großbritannien abgetreten |
| Tobago                         | 1783           | 1814         | zwischen Niederländern, Briten und Franzosen umkämpft |

| Besitzung                              | Erwerb    | Verlust | Geschichte |
| Asien                                  | Asien     | Asien   | Asien |
| -------------------------------------- | --------- | ------- | --- |
| Französisch-Indien                     | 1673      | 1956    | 1673 Beginn der Kolonialisierung indischer Gebiete, 1674 Erwerb Pondichérys, 1721 Mahé, 1738 Karaikal, 1751 Yanam, 1949 Anschluss Chandernagor an Indien, 1956 Eingliederung der restlichen französischen Gebiete |
| Songkhla (Siam)                        | 1685      | 1688    | nach Abschluss eines Bündnisses mit Frankreich tritt Siam die südliche Hafenstadt Songkhla an Frankreich ab (und das Recht sie zu befestigen), 1687 bzw. 1688 Tausch Songkhlas gegen das Recht, zwei französisches Festungen in Bangkok und Mergui zu bemannen, nach antifranzösischem Volksaufstand und dem Tod des profranzösischen Königs verloren |
| Französisch-Indochina                  | 1863      | 1954    | 1863 Abtretung der südlichen Provinzen Vietnams an Frankreich (Cochinchina), während des Französisch-Chinesischen Krieges 1885 Eroberung ganz Vietnams und Errichtung der Protektorate Annam und Tongking, 1887 wurde aus Annam, Tongking, Cochinchina und dem Khmer-Reich (heute Kambodscha) die Kolonie Französisch-Indochina erschaffen, nach dem Französisch-Siamesischen Krieg musste Siam 1893 den Anschluss von Laos an die Kolonie Französisch-Indochina hinnehmen, ab 1900 stand auch das Pachtgebiet Kwangtschouwan unter der Verwaltung der Kolonie, während des Zweiten Weltkrieges Kondominium mit Japan, Französisch-Thailändischer Krieg 1940–1941 Thailand erhält Gebiete in Laos und Kambodscha, durch Indochinakonferenz 1954 vollständig als Vietnam, Kambodscha und Laos unabhängig |
| Cheikh Saïd                            | 1868      | 1871    | 1868 von einer privaten französischen Handelsgesellschaft erworben, 1869 Kauf durch den lokalen Herrscher annulliert, endgültiger Rückzug 1871, keinerlei Ansprüche von staatlicher Seite |
| Sandschak Alexandrette                 | 1918      | 1938    | durch den Vertrag von Sanremo als Völkerbundmandat innerhalb Syriens von Frankreich verwaltet, 1923 Trennung von Syrien und innere Autonomie, 1938 als Staat Hatay unabhängig, 1939 Anschluss an die Türkei |
| Kilikien                               | 1919      | 1921    | 1919 besetzt, 1921 an die Türkei zurück |
| Kwangtschouwan                         | 1899      | 1943/46 | 1898 von Frankreich besetzt, 1899 für 99 Jahre von China gepachtet, 1900 unter der Verwaltung Französisch-Indochinas, 1943 von Japan besetzt, 1946 formelle Rückgabe an China |
| Libanon                                | 1920      | 1943    | 1920 französisches Völkerbundmandat, 1941 Einmarsch alliierter Truppen, 1943 vollständig unabhängig |
| Syrien                                 | 1920      | 1946    | 1920 Besetzung durch französische Truppen und nach der Konferenz von Sanremo französisches Völkerbundmandat, 1944 autonom, 1946 vollständig unabhängig |
| Französische Konzession in Shanghai    | 1847      | 1945    | 1847 durch Vertrag von Huangpu an Frankreich, 1945 zurück an China |
| Französische Konzession in Tientsin    | 1860      | 1940    | 1860 durch Pekinger Konvention endgültig an Frankreich, 1940 im Zuge des Zweiten Weltkriegs verloren |
| Französische Konzession in Shamian     | 1859      | 1946    | Im Zuge des Zweiten Opiumkriegs 1859 2/5 der Insel an Frankreich, 1946 Rückgabe an China |
| Französische Konzession in Hankou      | 1896      | 1946    | 1896 an Frankreich, 1946 Rückgabe an China |
| Australien und Ozeanien                |           |         | |
| Französisch-Polynesien                 | 1842      |         | 1842 Errichtung des französischen Protektorats Tahiti, ab 1880 französische Kolonie, 1881 Eroberung der restlichen Inseln, seit 2004 französisches Übersee-Territorium, seit 2013 auf der UN-Entkolonialisierungsliste |
| Dirk Hartog Island                     | 1772      | ?       | 1772 durch den französischen Seefahrer Louis Aleno de Saint-Aloüarn für Frankreich in Besitz genommen, Besitzanspruch international jedoch nicht anerkannt |
| Hawaii                                 | 1849      | 1849    | Kurzfristige Invasion Honolulus durch den französischen Marine-Kapitän Louis Tromelin |
| Kondominium Neue Hebriden              | 1887      | 1980    | seit 1887 offiziell unter britisch-französischer Herrschaft, 1906 Gründung eines Kondominiums zwischen Frankreich und Großbritannien, 1980 als Vanuatu unabhängig |
| Neukaledonien                          | 1853      |         | während der ersten Hälfte des 19. Jahrhunderts von Großbritannien und Frankreich besiedelt, 1853 endgültig französisch, ab 1864 Strafkolonie, 1946 französisches Übersee-Territorium, seit 2003 mit Sonderstatus, in bisher drei Referenden 2018, 2020 und 2021 wurde die Unabhängigkeit abgelehnt |
| Wallis und Futuna                      | 1842      |         | 1842 Erklärung als französisches Schutzgebiet, erst 1888 offiziell französisches Protektorat, ab 1961 französisches Überseegebiet |
| Antarktis                              |           |         | |
| Französische Süd- und Antarktisgebiete | 1772 1892 |         | 1772 Entdeckung der Crozetinseln und der Kerguelen, 1892 Besetzung der Inseln Amsterdam und Sankt-Paul, ab 1924 unter der Verwaltung von Madagaskar, seit 1955 französisches Übersee-Territorium, auch das 1840 entdeckte Adélieland wird von Frankreich beansprucht, ist aber auf Grund des Antarktis-Vertrages international nicht anerkannt |

## Europäische Territorien
Hier werden Gebiete in Europa beschrieben, die zeitweise unter französischer Herrschaft bzw. Verwaltung standen, diese sind jedoch nicht mit den überseeischen Kolonien und Besitzungen gleichzusetzen, da sie einen grundlegend anderen Rechtsstatus aufwiesen.
| Besitzung                                                         | Erwerb                   | Verlust                 | Geschichte |
| Europäische Territorien                                           | Europäische Territorien  | Europäische Territorien | Europäische Territorien |
| ----------------------------------------------------------------- | ------------------------ | ----------------------- | --- |
| Königreich Navarra (Niedernavarra)                                | 1589                     | –                       | seit Ende des 15. Jahrhunderts zwischen Spanien und der französischen Adelsfamilie Grailly umstritten, 1512 Eroberung des Südteils Navarras (Obernavarra) durch Spanien, der nördliche Teil (Niedernavarra) geht 1516 an das Haus Albret und wird durch Lehnverbindungen der Familie von der französischen Krone abhängig, 1572 geht Navarra an die Bourbonen, 1589 wird Heinrich III. von Navarra als Heinrich IV. auch König von Frankreich, damit sind Navarra und Frankreich in Personalunion verbunden, 1620 wird der Status in eine Realunion geändert, seit der Französischen Revolution als Département Basses-Pyrénées (heute Département Pyrénées-Atlantiques) französische Provinz                                                                    |
| Königreich Neapel                                                 | (1500)                   | 1504                    | 1500 durch von König Ludwig XII. von Frankreich erobert, 1504 wieder an Spanien |
| Herzogtum Mailand                                                 | 1499 1515 1524           | 1513 1521 1525          | 1499 von Frankreich erobert, 1513 von den Schweizern wieder verdrängt, ab 1515 unter König Franz I. französisch, 1521 wieder selbständig, 1524 kurzzeitig wieder französisch, 1525 durch römisch-deutsche Truppen besetzt |
| Spanische Niederlande Österreichische Niederlande (heute Belgien) | 1667 1672 1745 1794      | 1668 1679 1748 1814     | Im Devolutionskrieg eroberte Frankreich die Freigrafschaft Burgund. Sie musste allerdings 1668 im Ersten Aachener Friede diese an Spanien wieder zurückgeben, nur Hennegau, Lille, Charleroi, Kortrijk, Tournai und Oudenaarde blieben französisch. Im Französisch-Niederländischen Krieg 1672 besetzte Frankreich den Norden der Spanischen Niederlande, durch den Friede von Nimwegen erhielt Frankreich 1679 endgültig die Freigrafschaft Burgund, musste allerdings den Norden der Spanischen Niederlande wieder räumen. Von 1745 bis 1748 und 1794 besetzte Frankreich die nun Österreichischen Niederlande. Österreich trat sie im Frieden von Campo Formio 1797 an Frankreich ab. Sie wurden 1814 auf dem Wiener Kongress den Niederlanden angeschlossen. |
| Luxemburg                                                         | 1684 1795                | 1697(?) 1814            | 1684 infolge der Reunionen Ludwigs XIV. in französischem Besitz, 1714 an die Österreichischen Niederlanden, 1795 erneute französische Besetzung, 1815 als Großherzogtum Luxemburg selbständig. |
| Dalmatien                                                         | 1809                     | 1814                    | Im Frieden von Pressburg von Österreich an Frankreich abgetreten, aber an Italien übergeben, 1809 an Frankreich 1815 wieder an Österreich zurück |
| Menorca                                                           | 1756                     | 1763                    | im Siebenjährigen Krieg 1756 besetzt, 1763 zurück an Großbritannien |
| Illyrische Provinzen                                              | 1809                     | 1814                    | 1809 im Frieden von Schönbrunn von Österreich an Frankreich abgetreten, 1814 als Königreich Illyrien wieder österreichisch |
| Elba                                                              | 1802                     | 1815                    | 1802 durch den Frieden von Amiens Frankreich zugesprochen, 1815 der Toskana angeschlossen |
| Ionische Inseln                                                   | 1797                     | 1809                    | durch den Frieden von Campo Formio an Frankreich gefallen, 1809 von Großbritannien besetzt |
| Katalonien                                                        | 1640 1812                | 1652 1813               | als Rest der Spanischen Mark bis 1137 formal unter Oberhoheit des französischen Königs, 1640–1652 und 1808 von Frankreich besetzt, 1812 Frankreich angeschlossen, 1813 wieder spanisch |
| Korfu                                                             | 1797 1807                | 1798 1814               | durch den Frieden von Campo Formio an Frankreich gefallen, 1798 russisches Protektorat, 1805 erneut französisch, 1815 britisches Protektorat (siehe Korfu#Geschichte) |
| Korsika                                                           | 1401 1553 1768 1796 1815 | 1409 1559 1794 1814 –   | Korsika war zwischen Pisa, Genua, der Krone Aragonien und Frankreich heftig umstritten, ehe Frankreich es 1768 von Genua kaufte und 1769 annektierte. Von 1794 bis 1796 war es während der Französischen Revolution und erneut während der Befreiungskriege 1814 von britischen Truppen besetzt. Heute französische Region |
| Malta                                                             | 1268 1798                | 1284 1801               | bereits im Mittelalter kurzfristig französisch, 1798 von Napoleon erobert, 1801 jedoch wieder aufgegeben |
| Memelland                                                         | 1920                     | 1923                    | 1918 von Ostpreußen getrennt, 1920 unter französischer Schutzherrschaft, 1923 an Litauen angeschlossen |
| Monaco                                                            | 1641 1861                | 1815 1918               | französisches Protektorat, 1918 formell unabhängig. Die frühere Regelung, dass Monaco an Frankreich zurückgefallen wäre, wenn es keine Thronerben der Grimaldis gegeben hätte, wurde im zweiten monegassisch-französischen Abkommen 2002 abgeschafft. Daher bliebe Monaco auch nach einem eventuellen Erlöschen der Dynastie Grimaldi ein souveräner Staat. |
| Niederlande                                                       | 1795                     | 1813                    | Gründung der von Frankreich abhängigen Batavischen Republik, 1806 in Königreich Holland umbenannt, 1810 an Frankreich angeschlossen, 1813 wieder selbständig |
| weite Teile: Deutschlands der Schweiz und Italiens                | 1793                     | 1814                    | formal französische Departements |
| Saarland („Saarbeckengebiet“)                                     | 1680 1795 1920 1945      | 1697 1814 1935 1957     | 1680–1697 und 1795/98 bis 1814 französisch (Saarlouis 1680–1815 französisch), dann zunächst zu Preußen, im Versailler Vertrag als Völkerbundmandat Frankreich zugesprochen, 1935 zurück an Deutschland, nach dem Ende des Zweiten Weltkriegs von Frankreich besetzt, 1946 offiziell französisches Protektorat, nach Volksabstimmung 1957 zurück an Deutschland |

- Siehe auch: Tochterrepubliken